# Palimpsest
Palimpsest è il quinto album in studio del gruppo musicale canadese Protest the Hero, pubblicato nel 2020.

## Tracce
1. The Migrant Mother – 3:50
2. The Canary – 4:28
3. From The Sky – 6:12
4. Harborside – 1:01
5. All Hands – 4:40
6. The Fireside – 5:03
7. Soliloquy – 4:33
8. Reverie – 5:26
9. Little Snakes – 3:45
10. Mountainside – 1:11
11. Gardenias – 4:37
12. Hillside – 0:39
13. Rivet – 5:35

## Formazione
- Rody Walker — voce
- Luke Hoskin — chitarra
- Tim Millar — chitarra, piano
- Mike Ieradi — batteria
- Cam McLellan — basso